# Diego Ormaechea
Pour les articles homonymes, voir Ormaechea.
Pas d'image ? Cliquez ici

a Compétitions nationales et continentales officielles uniquement.

b Matchs officiels uniquement.
Dernière mise à jour le 11 octobre 2023.
Diego Ormaechea, né le 19 septembre 1959 à Montevideo, est un joueur de international uruguayen rugby à XV évoluant au poste de troisième ligne centre (1,83 m pour 98 kg). 
Considéré comme le meilleur joueur de l'histoire de l'Uruguay, il en est également le meilleur marqueur d'essais de la sélection avec trente-trois réalisations. 
Il est le père de Agustín, Juan Diego Ormaechea, eux aussi internationaux uruguayens de rugby à XV, tandis que Iñaki est joueur de rugby à sept. 

## Biographie
Diego Ormaechea joue pour le Carrasco Polo Club durant l'intégralité de sa carrière. En 1999, est sélectionné pour disputer la Coupe du monde à 40 ans, dont il est nommé capitaine lors de cette édition,. Lors de cette édition, il inscrit le premier essai uruguayen dans la compétition planétaire tout en étant le plus vieux joueur à évoluer en Coupe du monde de rugby à XV,,.
À la fin de sa carrière internationale de joueur, il est le meilleur marqueur d'essais de la sélection avec trente-trois réalisations,. Après sa carrière de joueur, il est considéré comme le plus grand joueur de l'histoire de son pays,,.
À partir de 2001, il entraîne l'équipe d'Uruguay, jusqu'à l'édition 2003 de la Coupe du monde,.
Il est ensuite l'entraîneur du club où il a évolué durant toute sa carrière le Carrasco Polo Club, en parallèle il exerce également la profession de chirurgien-vétérinaire pour les chevaux de course.
Ces deux fils, Agustín et Juan Diego ont également porté le maillot de l'équipe d'Uruguay et participé à des Coupe du monde. Son troisième fils, Iñaki est également joueur de rugby à XV et international à sept,,.
En 2019, il est intronisé au sein du Temple de la renommée World Rugby, devenant le premier uruguayen à recevoir cet honneur,.

## Palmarès
- 54 sélections avec l'équipe d'Uruguay
- 33 essais
  - Coupe du monde 1999 : 3 sélections, 3 fois capitaine

## Distinction
- Membre du Temple de la renommée World Rugby depuis 2019[13].